# 五月山ドライブウェイ

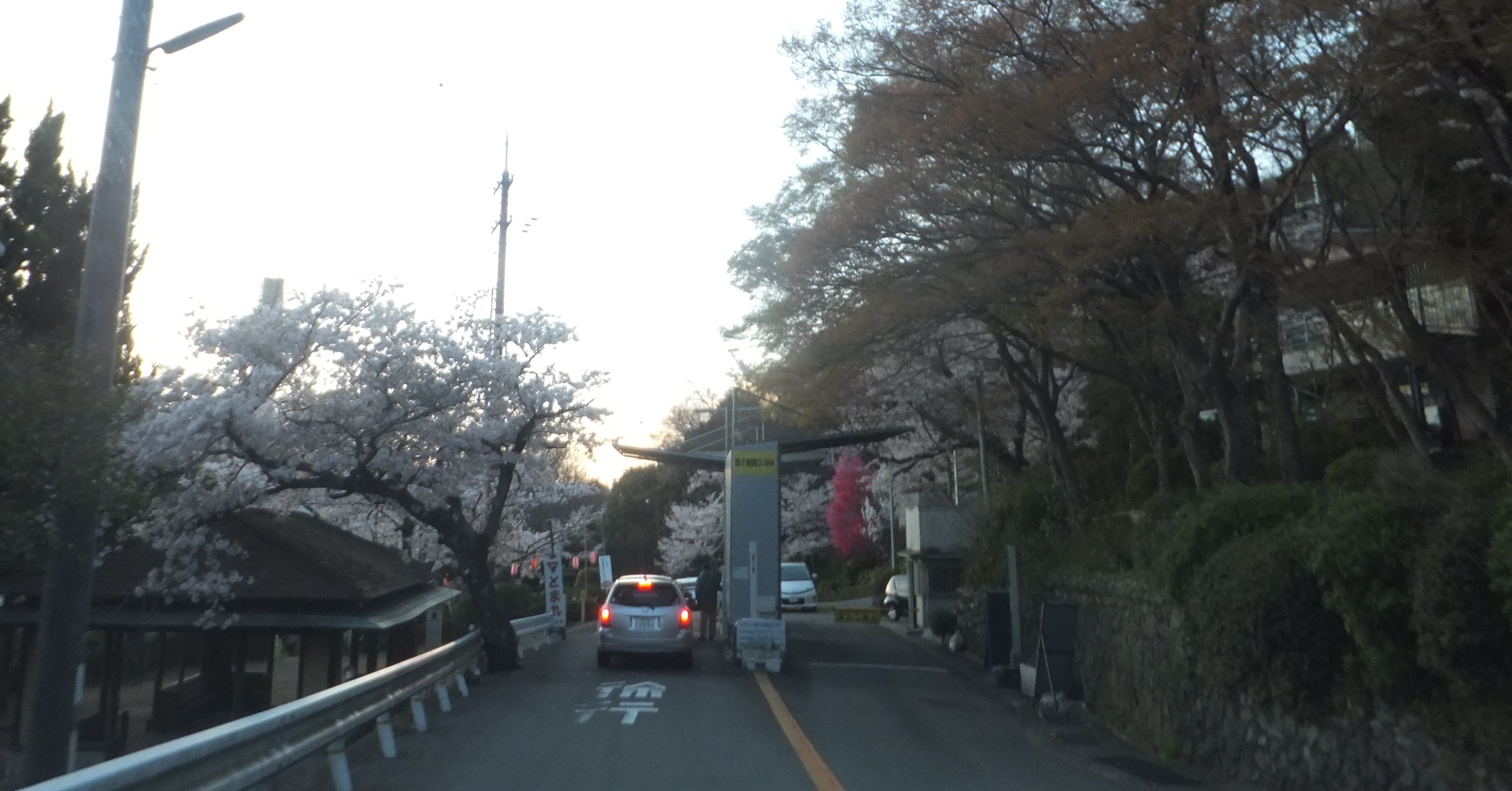
料金所

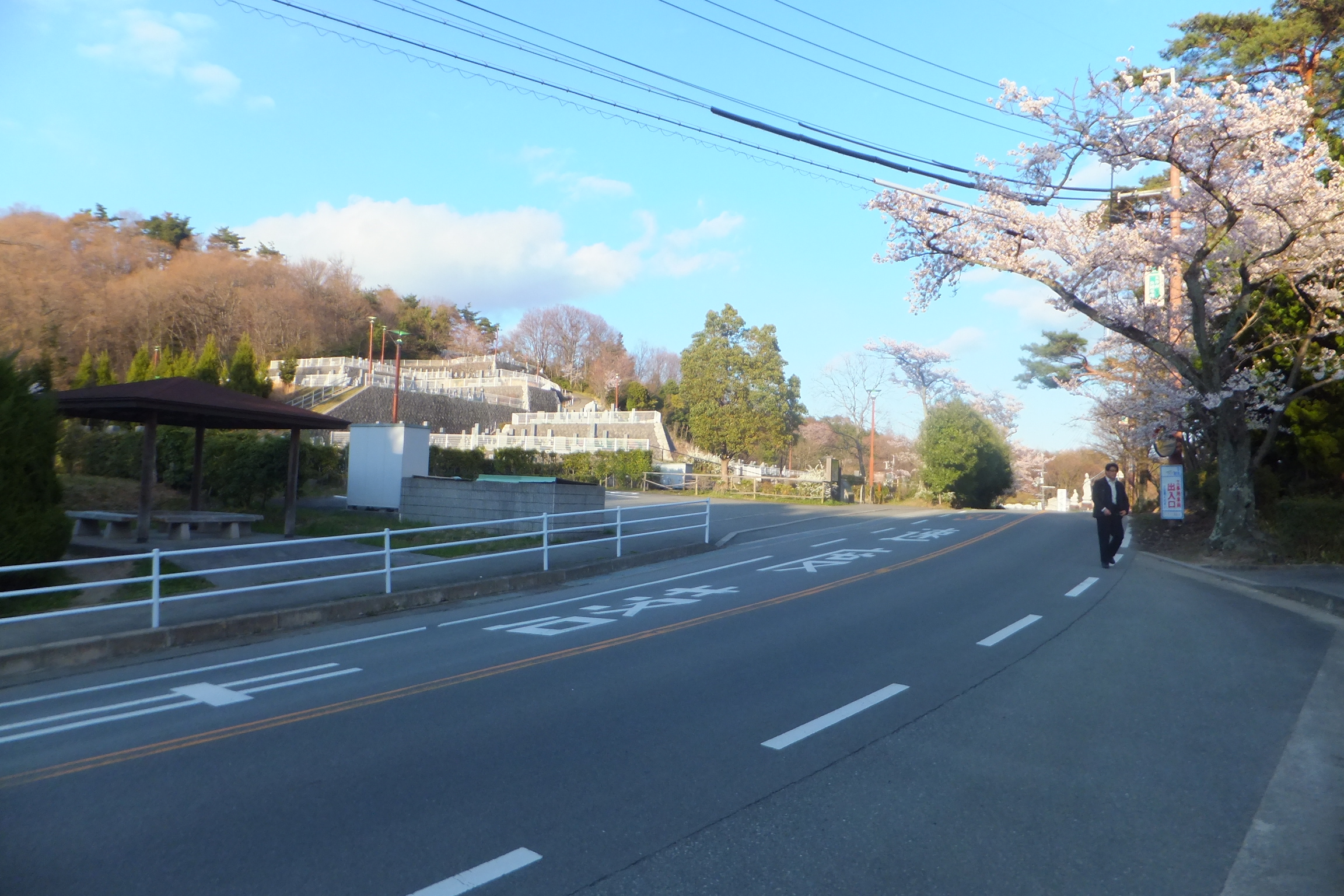
終点付近

五月山ドライブウェイ（さつきやまドライブウェイ）は、大阪府池田市にある有料道路である。綾羽二丁目から畑三丁目にかけての五月山山中を通っている。

## 概要
正式な名称は五月山公園幹線園路であり、池田市都市公園条例に基づく公園内の有料施設として、池田市が管理している。
五月山山麓の料金所から日の丸展望台付近を通り、その先明治の森箕面国定公園や箕面川ダムへの一般道へとつながる。五月山の各展望台付近には駐車場がある。1958年（昭和33年）に開通した、日本の有料ドライブウェイとしては最初期のものである。
22:00 - 翌5:00までの間、タクシーを除く自動車は通行禁止、オートバイは終日通行禁止となっている。自転車や歩行者も通行可能で料金は無料となっており、自転車や歩行者は終点だけでなく周辺の林道へ抜けることも可能である。

## 通行料金
- 大型自動車又は大型特殊自動車：700円
- 普通自動車又は小型特殊自動車：300円